# Gai Avidi Nigrí
Gai Avidi Nigrí (en llatí Gaius Avidius Nigrinus) (mort el 118) va ser un polític romà que visqué entre el segle i i II.
Nigrinus provenia d'una família força important i políticament influent, originària de Faventia. El seu pare també es deia Gai Avidi Nigrí i havia estat procònsol de la província romana d'Acaia durant el regnat de l'emperador Domicià. El seu germà Tit Avidi Quiet també va ser cònsol i el seu oncle, Tiberius Avidius Quietus, procònsol. Nigrinus i la seva família probablement estigueren emparentats amb el cònsol Gai Petroni Ponci Nigrí, en el càrrec l'any de la mort de Tiberi, el 37. Entre les amistats de la família hi havia l'historiador grec Plutarc de Queronea i el senador Plini el jove.
Nigrinus era un gran amic de l'emperador Trajà i la seva família. Serví com a tribú l'any 105 i també com a llegat d'Acaia, probablement involucrat en l'intent de Trajà d'estabilitzar l'administració de la província, que patia problemes financers. Més tard, Nigrinus va ser nomenat governador de Grècia.
El 110, Nigrinus serví com a cònsol sufecte. Durant aquest any, Trajà l'envià a Delfos, com a membre d'un consell per assistir a Arrià, polític i posterior historiador grec, en un problema de fronteres. Aquest fet quedà enregistrat a la ciutat, on hi han inscripcions en grec i llatí dedicades al viatge de Nigrinus.
Com a fidel conseller de Trajà, Nigrinus es convertí més tard en Governador de la Dàcia. Nigrinus tenia poder polític, era un cap militar i podia haver estat considerat com un probable successor de l'emperador.
L'any 117, Trajà va morir sense descendència i el seu cosí Hadrià va ser proclamat emperador. Només un any més tard, el Senat condemnà a mort a Nigrinus i tres senadors més per conspirar contra l'emperador. Nigrinus, però, no fou executat sinó exiliat a la seva ciutat natal Faventia. És probable que Nigrinus formés part del complot, ja que s'oposava a les polítiques imperials d'Hadrià i aquest el veia com una amenaça, degut a la seva llarga amistat amb l'anterior emperador i la seva gran influència.
Nigrinus estava casat amb una noble romana anomenada Ignota Plautia i tingueren almenys una filla, de nom Avidia Plautia. Plautia es casà amb el fill adoptiu d'Hadrià, Luci Aureli Ver Cèsar El fill dels dos va ser l'emperador Luci Aureli Ver, de qui Nigrinus n'era l'avi matern.